# Шмидехаузен
Шмидехаузен (њем. Schmiedehausen) општина је у њемачкој савезној држави Тирингија. Једно је од 75 општинских средишта округа Вајмарер Ланд. Према процјени из 2010. у општини је живјело 425 становника. Посједује регионалну шифру (AGS) 16071083.

## Географски и демографски подаци
Шмидехаузен се налази у савезној држави Тирингија у округу Вајмарер Ланд. Општина се налази на надморској висини од 225 метара. Површина општине износи 10,4 km². У самом мјесту је, према процјени из 2010. године, живјело 425 становника. Просјечна густина становништва износи 41 становника/km².

## Међународна сарадња
| Мјесто | Држава | Врста сарадње | Од    |
| ------ | ------ | ------------- | ----- |
|        | Пољска | партнерство   | 2001. |
| Извор  |        |               |       |